# Rookes Crompton
Rookes Evelyn Bell Crompton (Sion Hill, 31 mei 1845 – Ripon (Yorkshire), 15 februari 1940) was een Brits elektrotechnisch pionier, industrieel en uitvinder. Hij een belangrijke innovator op het gebied van elektrische straatverlichting en distributiesystemen aan het eind van de negentiende en het begin van de twintigste eeuw in Europa.

## Biografie
Crompton werd geboren in nabij Thirsk, Noord-Yorkshire, in een gezin van vijf kinderen. Hij genoot zijn onderwijs in Sharow, Elstree School en Harrow School. Hij onderbrak zijn opleiding na de uitbraak van de Krimoorlog in 1854 toen hij besloot, ondanks zijn jonge leeftijd, midden 1856 met de HMS Dragon af te reizen naar de Krim waar hij zijn broer bezocht aan de frontlinie.
Later keerde hij terug naar Groot-Brittannië en ging hij naar de Harrow School in Middlesex waar hij wiskunde studeerde. Hij experimenteerde met elektrostatisch generatoren en met de Leidse fles. Tijdens de zomervakantie ontwierp en bouwde hij een stoomtractor met de naam Bluebell die voor wegverkeer geschikt was.
Na Harrow verkreeg Crompton een baan bij de Doncaster fabriek van de Great Nothern Railway waar hij theoretisch en praktische ervaring opdeed in de techniek. Zijn voorkeur ging echter uit naar een militair bestaan en in 1864 trad hij in dienst bij het Britse leger en diende hij bij de Rifle Brigade in Indië. Hier raakte hij geïnteresseerd in het werk van de Royal Engineer. Met zijn stoomtractor Bluebell, die hij naar Indië liet verschepen, slaagde hij erin om bij het leger stoom aangedreven wegtransport te introduceren als alternatief voor wagens die met ossen werd voortgetrokken.

## Elektrische verlichting
In 1875 keerde Crompton terug uit Indië en werd hij partner bij het ingenieursbedrijf T.H.P. Dennis & Co. in Chelmsford, die onder andere voor de landbouw molens en verwarmingscentrales bouwde. Om de molens dag en nacht te laten draaien voorzag Crompton deze van dynamo's en koolspitsbooglampen. Omdat hij ontevreden was over de Frans booglampen ontwikkelde hij zijn eigen versie die een veel helder en stabieler licht gaf dan de tot dan toe bestaande succesvolle Serin-lampen. Overtuigd dat de toekomst lag in elektrische verlichting kocht hij Dennis uit, nam hij het bedrijf in 1878 over en veranderde de naam in "Crompton & Co." Naast lampen fabriceerde zijn bedrijf ook meetinstrumenten, huishoudelijke apparaten en bijna elk ander elektrisch toestel.
Zijn reputatie verspreidde zo snel dat zelfs Joseph Swan hem consulteerde over zijn ontwerp van de gloeilamp Spoeding fabriceerde Crompton naast booglampen ook Swans gloeilamp onder licentie waardoor zijn bedrijf als snel de Britse lampenmarkt domineerde. Hij installeerde de verlichting in Windsor Castle en King's Cross Station rond 1881, alsmede de Weense Staatsopera en enkele andere publieke gebouwen in Wenen. In 1887 bouwde hij de eerste openbare elektriciteitscentrale met stoommachines in Kensington Gardens, Londen. Het succes van de centrale leidde tot talrijke nieuwe opdrachten om vergelijkbare centrales te bouwen in geheel het Britse rijk, tot in Australië toe.

## Boerenoorlog
In 1899 brak de Tweede Boerenoorlog uit en Crompton keerde als majoor terug naar het leger, waar hij als Royal Engineer zoeklichtlampen ontwikkelde. Dankzij het succes van deze zoeklichten in de oorlog in Zuid-Afrika werd Crompton gepromoveerd tot honair kolonel van de Londen Electrical Engineers in 1911 en bij diens opvolger, het 27e bataljon Royal Engineers in 1923.

## Standaardisatie
Na de oorlog raakte Crompton bezorgt over het grote aantal van verschillende standaarden en systemen die door elektrotechnici en elektrotechnische bedrijven werden gebruikt. Vele bedrijven waren na 1890 begonnen en hadden hun eigen spanningen, stromen en frequenties en gebruikten zelfs eigen symbolen op elektrotechnische tekeningen. Crompton zag dat dit beter kon en begon voorstellen te initiëren voor internationale standaarden binnen de elektrotechniek.
In 1904 vertegenwoordigde Crompton Groot-Brittannië op de Louisiana Purchase Exposition in Saint-Louis als lid van een delegatie van het Institution of Electrical Engineers. Daar presenteerde hij een artikel over standaardisatie, die zo goed werd ontvangen dat hem werd gevraagd om een commissie te formeren die het proces moest overzien. Ondanks dat hij "grote moeilijkheden" in het project zag, begon hij aan zijn taak.
Twee jaar later, in 1906, was zijn opdracht afgerond en kon er een permanentie vakgroep worden ingesteld voor de International Electrotechnical Commission (IEC), die nog datzelfde jaar haar eerste bijeenkomst hield in Londen met afgevaardigden uit veertien landen. Het werk van de IEC werd onderbroken door de Grote oorlog. Tijdens dit conflict werd Crompton door het Admiralty Landships Committee (admiraliteitscommissie voor landschepen) gevraagd om een "Land Ship" te ontwerpen die vijandelijk linies en prikkeldraad barrières kon doorbreken terwijl de inzittenden beschermd werden tegen kogels. Zijn ontwerp, dat hij samen met luitenant Walter Gordon Wilson bouwde, vormde de basis voor de eerste praktische legertanks – de Mark I.
De internationale commissie kwam in 1919 weer bijeen in Genevé. Hoewel Duitsland officieel niet was uitgenodigd om een afgevaardigde te sturen was een niet-officiële representant toch aanwezig. Crompton stond erop hem te ontmoeten, dit tot ongenoegen van de andere leden.
In 1926 werd Crompton onderscheiden met de Faraday Medal voor zijn werk. Hij was lid van de Royal Society, tweemaal voorzitter van het Institution of Electrical Engineers (IEE) en oprichtingslid van de Royal Automobile Club (RAC).

## Latere leven
Hoewel Crompton & Co. een van Groot-Brittannië's grootste elektrotechnische fabrikanten was, zorgde de opkomst van globale conglomeraten in de jarern 1920 zoals General Electric, Siemens en Metropolitan-Vickers ervoor dat Cromptons bedrijf marktaandeel verloor. In 1929 fuseerde Crompton & Co. met het rivaliserende F&A Parkinson Ltd tot het bedrijf Crompton-Parkinson. Na de fusie te hebben geleid trok Crompton zich terug uit het bedrijf en ging hij met pensioen. Hij verhuisde in 1939 van Londen naar een huis in Ripon, Yorkshire. Omdat dit huis geen elektriciteit had installeerde zijn voormalige bedrijf gratis een elektrische installatie met een eigen opwekkingseenheid. Kolonel Crompton overleed er in februari 1940 op 95-jarige leeftijd.